# Émilienne Poumirol
Émilienne Poumirol, née le 25 juillet 1950 à Varilhes (Ariège), est une femme politique française membre du Parti socialiste, députée de 2012 à 2014 de la 10e circonscription de la Haute-Garonne, et sénatrice de ce même département depuis 2020.

## Biographie
Fille d'un maçon et d'une mère au foyer, réfugiés politiques espagnols anarchistes. Son père a d'ailleurs été le plus jeune interné du camp du Vernet. Elle est médecin généraliste à Donneville depuis 1977.

## Parcours politique

### Débuts et parcours local
Militante du Parti socialiste depuis 1973, elle est élue maire de Donneville en 1989, succédant à son mari Daniel qui avait effectué un mandat de trois ans. En 2014, elle cède son poste à son premier adjoint Bernard Duquesnoy.

### Passage à l'Assemblée nationale
Lors des élections législatives de 2012, elle est la suppléante de Kader Arif, et, en vertu de la loi, elle devient députée le 22 juillet 2012 à la suite de la nomination de ce dernier dans les gouvernements successifs Ayrault I et II puis Valls I et II. Son mandat se termine le 21 décembre 2014 à la suite de la démission de Kader Arif du gouvernement.

### Au conseil départemental de la Haute-Garonne
Émilienne Poumirol est élue en 2015, conseillère départementale de la Haute-Garonne représentant le canton d'Escalquens en tandem avec Georges Méric, qui quant à lui est élu président du conseil départemental de la Haute-Garonne. Elle est réélue lors du renouvellement de 2021, dans le même canton.

### Élection au Sénat en 2020
Lors des élections sénatoriales de 2020, elle est élue avec 29,29 % des voix sur la liste intitulée Solidarités et Territoires, coalition entre le PS et le PCF, menée par le sortant Claude Raynal. Elle fait partie du groupe socialiste, et siège à la commission des Affaires sociales.